# OSUN
OSUN(2005년 ~)은 대한민국의 래퍼다. 2021년 싱글 《TREND$ETTER》로 정식 데뷔했다.

## 방송
- 고등래퍼 4 (2021) - Top32
- 랩:퍼블릭 (2024)